# Premier Tower
 (août 2024).
Si vous disposez d'ouvrages ou d'articles de référence ou si vous connaissez des sites web de qualité traitant du thème abordé ici, merci de compléter l'article en donnant les références utiles à sa vérifiabilité et en les liant à la section « Notes et références ».
La Premier Tower est un gratte-ciel à Melbourne en Australie. Haut de 245,9 mètres, il est achevé en 2021.

## Description
Si les projets de 2014 font état d'un immeuble haut de 294 m, les plans définitifs réduisent sa hauteur à 245,9 m.